# Clelandina
Clelandina es un género extinto de Gorgonopsia. Fue nombrado por primera vez por Robert Broom en 1948, y pertenecen a él cuatro especies: C. majora, C. maximus, C. rubidgei and C. scheepersi.